# 約翰·恩特維斯托
約翰·艾力克·恩特維斯托（英語：John Alec Entwistle，1944年10月9日—2002年6月27日）是英國貝斯手、歌手、詞曲作者以及電影和音樂製作人。在40多年的音樂生涯中，恩特維斯托最出名的身分是英國搖滾樂團谁人乐队的原貝斯手，也是團中唯一接受過正規音樂教育的成員。1990年，他以谁人乐队成員身分入選搖滾名人堂。
恩特維斯托的樂器演奏法以五聲音階作主線，以及使用由RotoSound圓鋼製低音弦所創造的不尋常高音豐富聲響。他被取了「The Ox」和「Thunderfingers」等暱稱，後者是因他的手指在四弦指板上能快到變得模糊不清而得名。2011年，他在滾石雜誌讀者的民眾調查中被評為有史以來最偉大的貝斯手，並在2017年Bass Player雜誌的「100個最偉大的貝斯手」特別排行中名列第7。根據傳記頻道，恩特維斯托被許多人認為是有史以來最好的搖滾貝斯手，並且他為貝斯的貢獻被認為是如同吉米·亨德里克斯為吉他所做的貢獻一樣。

## 外部鏈結
- 谁人乐队表演導覽：約翰·恩特維斯托巡演成就 （页面存档备份，存于）
- 約翰·恩特維斯托基金會
- The Who's Marshall history （页面存档备份，存于）
- John's gear reference （页面存档备份，存于）